# Marc-Eddy Norelia
Marc-Eddy Norelia (Port-au-Prince, 5 febbraio 1993) è un cestista haitiano.

## Palmarès
- Campionati portoghesi: 1

Oliveirense: 2018-19